# Водолаз-разведчик
Водола́з-разве́дчик (коллективно именуемые неофициальным выражением «подводный спецназ») — военнослужащий подразделений специального назначения (СпН) инженерных войск (ИВ), военно-морского флота (ВМФ) СССР и Российской Федерации (РФ) и других формирований вооружённых сил (ВС) где требуются данные специалисты.
В просторечии и в материалах средств массовой информации водолазов-разведчиков называют «морскими спецназовцами», «боевыми пловцами» (что некорректно) и так далее[как?].
В ИВ ВС СССР подразделения водолазов-разведчиков входили в состав бригад ИВ.
В ВМФ СССР подразделения водолазов-разведчиков входили в состав формирований, обеспечивающих морские разведывательные пункты флотов, в ВМФ РФ — разведывательные пункты специального назначения флотов (РП СпН).